# Ариэль (спутник)
Ариэль — четвёртый по величине спутник Урана. Открыт 24 октября 1851 года Уильямом Ласселом и назван в честь ведущего сильфа из поэмы Александра Поупа «Похищение локона», а также духа, служившего Просперо в произведении Уильяма Шекспира «Буря». Почти все имеющиеся (на 2022 год) данные об Ариэле получены в ходе пролёта космического аппарата «Вояджер-2» в 1986 году. Заснято лишь 35 % его поверхности. Больше ни один космический аппарат с ним не сближался.
Ариэль — один из наименьших шарообразных спутников в Солнечной системе (14-й по размеру из 19). Среди спутников Урана он четвёртый по размеру (из пяти крупных спутников меньше него только Миранда) и имеет рекордное альбедо. Он состоит примерно наполовину изо льда и наполовину из камня и, вполне возможно, дифференцирован на каменное ядро и ледяную мантию. Как и все крупные спутники Урана, Ариэль, вероятно, образовался из аккреционного диска, окружавшего планету первое время после её формирования. У Ариэля сложный рельеф поверхности — сильно кратерированные участки пересечены обрывами, каньонами и горными хребтами. На нём есть более молодые, чем на других спутниках Урана, следы геологической активности. Источником энергии для неё, скорее всего, был приливный нагрев.
Орбита Ариэля, как и других крупных спутников Урана, лежит в плоскости экватора планеты. Поэтому эти спутники подвержены экстремальным сезонным изменениям освещённости.

## Открытие и наименование
Ариэль был открыт вместе с Умбриэлем 24 октября 1851 года Уильямом Ласселом. Уильям Гершель, открывший в 1787 году два крупных спутника Урана — Титанию и Оберон, — утверждал, что наблюдал ещё 4 спутника, но, по-видимому, эти наблюдения были ошибочными.
Имя этого спутника (как и других трёх известных тогда спутников Урана) предложил в 1852 году Джон Гершель по просьбе Лассела. Ариэль назван в честь ведущей сильфиды из поэмы Александра Поупа «Похищение локона». Так же назывался дух, служивший Просперо в пьесе Шекспира «Буря». Ариэль также обозначается как Уран I.

## Орбита
Среди пяти крупных спутников Урана Ариэль занимает второе место в порядке удалённости. Он находится на расстоянии 190 000 километров от планеты. Эксцентриситет орбиты и её наклонение к экватору Урана очень малы. Орбитальный период составляет приблизительно 2,5 земных дня и совпадает с периодом вращения. Таким образом, Ариэль всегда повернут к Урану одной и той же стороной. Орбита Ариэля целиком лежит внутри магнитосферы Урана. Поэтому с его ведомым полушарием постоянно сталкиваются частицы магнитосферной плазмы, которые движутся по орбите намного быстрее Ариэля (с периодом, равным периоду осевого вращения Урана). Видимо, это и приводит к потемнению ведомого полушария. Эта особенность наблюдается у всех крупных спутников Урана, кроме Оберона.
Так как Уран вращается вокруг Солнца «на боку», а орбиты его спутников находятся в экваториальной плоскости планеты, смена сезонов на них очень своеобразна. Каждый полюс Ариэля 42 года находится в полной темноте и 42 года непрерывно освещён, причём во время летнего солнцестояния Солнце на полюсе почти достигает зенита. Пролёт «Вояджера-2» в 1986 году совпал с летним солнцестоянием в южном полушарии, и при этом почти всё северное было в тени. Раз в 42 года — во время равноденствия на Уране — Земля проходит примерно через его экваториальную плоскость, и тогда можно наблюдать взаимные покрытия его спутников. Несколько таких событий наблюдалось в 2007—2008 годах (в том числе покрытие Ариэля Умбриэлем 19 августа 2007 года).
Сейчас у Ариэля нет орбитального резонанса ни с одним спутником Урана. В прошлом, вероятно, был резонанс 5:3 с Мирандой, который мог быть причиной нагревания последней (хотя максимальный нагрев недр Миранды из-за её резонанса 1:3 с Умбриэлем был примерно втрое больше). Ариэль, вероятно, когда-то был заблокирован в резонансе 4:1 с Титанией, из которого позже ушёл. Спутникам Урана гораздо проще уйти от орбитального резонанса, чем аналогичным по массе спутникам Сатурна или Юпитера, из-за его меньшей сплющенности. Резонанс, в которым, вероятно, находился Ариэль 3,8 миллиарда лет назад, увеличил эксцентриситет орбиты. Результатом этого стало трение в недрах Ариэля из-за регулярного изменения величины приливных сил, что могло привести к нагреву недр спутника на 20°.

## Состав и внутреннее строение
Ариэль — четвёртый по величине и, возможно, третий по массе спутник Урана. Его плотность составляет 1,66 г/см3, что указывает на то, что спутник состоит примерно из равных частей водяного льда и более плотных пород. Последние могут состоять из камня и углеродистого материала, в том числе из высокомолекулярных органических соединений, называемых толинами. При помощи инфракрасной спектроскопии на поверхности обнаружен водяной лёд. Его абсорбционные полосы сильнее выражены на ведущем полушарии (направленном в сторону движения по орбите). Причины такой асимметрии неизвестны, но предполагается, что она вызвана бомбардировкой поверхности заряженными частицами из магнитосферы Урана, которая действует на заднее полушарие. Эти ионы распыляют лёд, разлагая содержащийся в нём метан (образующий клатрат) и воздействуют на другие органические вещества, оставляя тёмный остаток, богатый углеродом.
Кроме водяного льда, при помощи инфракрасной спектроскопии на Ариэле был обнаружен углекислый газ (CO2), который сконцентрирован в основном на ведомом полушарии. На этом спутнике Урана он просматривается в ходе таких наблюдений лучше (и был открыт раньше), чем на всех остальных. Происхождение углекислого газа не вполне ясно. Он мог образоваться на поверхности из карбонатов или органических веществ под влиянием солнечного ультрафиолетового излучения или ионов, прибывающих из магнитосферы Урана. Последнее может объяснить асимметрию в распределении углекислого газа по поверхности спутника, потому что эти ионы бомбардируют именно ведомое полушарие. Другой возможный источник — дегазация водяного льда в недрах Ариэля. В таком случае высвобождение CO2 может быть следствием прошлой геологической активности спутника.
Учитывая размер Ариэля, соотношение в нём льда и камня и возможное присутствие соли или аммиака (понижающих температуру замерзания воды), можно сделать вывод, что спутник может быть дифференцирован на каменное ядро и ледяную мантию. Если это так, то масса ядра составляет около 56 % массы Ариэля, а его радиус — 64 % от радиуса спутника (около 372 км). Эти параметры рассчитаны исходя из состава Ариэля. Давление в центре спутника составляет около 0,3 ГПа (3 кбар). Текущее состояние ледяной мантии неясно, но существование подземного океана считается маловероятным.
В 2023 году группа ученых из лаборатории прикладной физики заявила что на основе анализа старых данных от аппарата "Вояджер-2" было выявлено что спутники Урана Ариэль и/или Миранда загрязняют космическую среду путем выбросов из поверхности спутников, что может косвенно свидетельствовать о наличии подповерхностного океана.

## Происхождение и эволюция
Как и все главные спутники Урана, Ариэль, вероятно, сформировался из аккреционного диска газа и пыли, который либо существовал вокруг Урана в течение какого-то времени после формирования планеты, либо появился при огромном столкновении, которое, скорее всего, и дало Урану очень большой наклон оси вращения. Точный состав туманности неизвестен, однако более высокая плотность спутников Урана по сравнению со спутниками Сатурна указывает на то, что она, вероятно, содержала меньше воды. Значительные количества углерода и азота могут находиться в виде оксида углерода (CO) и молекулярного азота (N2), а не метана и аммиака. Спутник, сформировавшийся из такой туманности, должен содержать меньшее количество водного льда (с клатратами CO и N2) и большее количество каменистых пород, что объясняло бы его высокую плотность.
Образование Ариэля путём аккреции, вероятно, продолжалось в течение нескольких тысяч лет. Столкновения, сопровождавшие аккрецию, вызывали нагрев наружных слоёв спутника. Максимальная температура (около 195 K) была достигнута на глубине около 31 км. После завершения формирования внешний слой остыл, а внутренний стал нагреваться из-за распада радиоактивных элементов. Поверхностный слой за счет охлаждения сжимался, в то время как нагревающийся внутренний расширялся. Это вызвало в коре Ариэля сильные напряжения (по оценкам, до 30 МПа), что, вероятно, и привело к образованию многочисленных разломов, в том числе, возможно, части видимых сейчас. Этот процесс должен был длиться около 200 млн лет.
Тепла от изначальной аккреции и продолжавшегося далее распада радиоактивных элементов могло хватить для плавления льда, если в нём есть какие-либо антифризы — аммиак или соль. Таяние могло привести к отделению льда от камня и формированию каменного ядра, окруженного ледяной мантией. На их границе мог появиться слой жидкой воды, насыщенной аммиаком. Эвтектическая температура их смеси — 176 К. Но, скорее всего, этот подземный океан давно замёрз. Расширение, которое сопровождало замерзание, могло привести к растрескиванию коры, появлению каньонов и сглаживанию более древних деталей рельефа. До своего замерзания вода, возможно, вырывалась на поверхность (процесс, известный как криовулканизм) и затапливала дно каньонов.
Моделирование термической истории спутника Сатурна Дионы, которая похожа на Ариэль по размерам, плотности и поверхностной температуре, предполагает, что конвекция в недрах Ариэля, несмотря на их твёрдое состояние, вероятно, продолжалась в течение миллиардов лет. Температура выше 173 К (точки плавления раствора аммиака) около поверхности спутника сохранялась в течение несколько сотен миллионов лет после его образования, а ближе к ядру — в течение миллиарда лет.

## Исследования и наблюдения
Видимая звёздная величина Ариэля составляет 14,4m — такая же как у Плутона в перигелии. Тем не менее Плутон можно увидеть в телескоп с апертурой 30 сантиметров, а Ариэль из-за близости к Урану часто не виден даже в 40-сантиметровый.
Единственные на сегодняшний день изображения Ариэля крупным планом получил «Вояджер-2» в 1986 году во время пролёта около Урана и его спутников. Минимальное расстояние между зондом и Ариэлем — 127 000 км — было 24 января 1986 года. Из спутников Урана «Вояджер-2» теснее сближался только с Мирандой. Лучшие снимки Ариэля имеют разрешение около 2 километров. Изображения покрывают только 40 % поверхности, и лишь 35 % отсняты достаточно хорошо для геологического картирования и подсчёта кратеров. Исследовать удалось только южное полушарие спутника (северное в то время находилось во тьме). Никакой другой космический аппарат не посещал Ариэль и вообще систему Урана. В настоящее время нет активных планов вернуться к более подробному изучению Ариэля, хотя были предложены различные концепции, такие как Uranus Orbiter and Probe.
26 июля 2006 года космический телескоп «Хаббл» заснял прохождение Ариэля по диску Урана. При этом было видно тень от спутника на облаках планеты. Такие события редки и могут происходить только во время равноденствий на Уране, когда плоскость орбиты Ариэля пересекает внутреннюю часть Солнечной системы, где находится Земля. Другое прохождение (в 2008 году) было зарегистрировано Европейской южной обсерваторией.

## Поверхность
Ариэль испещрён извилистыми каньонами и долинами. Его каньоны представляют собой широкие грабены. Есть обширные области, где очень мало ударных кратеров. Это говорит о геологической активности спутника по крайней мере в относительно недавнем прошлом. Поверхность спутника во многих местах покрыта отложениями очень светлого материала, по-видимому, водяного инея. Высота стенок рифтовых долин достигает 10 км. Некоторые области гладкие, как бы покрытые жидкой грязью, что может свидетельствовать о потоках жидкости в геологически недавнем прошлом. Это могут быть и пластичные льды (подобно медленно текущим ледникам на Земле), но при столь низких температурах для достижения пластичности водяной лёд должен быть смешан с другими веществами, например, аммиаком и метаном. Не исключено наличие криовулканизма.
| Наименование       | Тип              | Максимальный размер (км) | Широта (°) | Долгота (°) | Названо в честь                                                                                   |
| ------------------ | ---------------- | ------------------------ | ---------- | ----------- | ------------------------------------------------------------------------------------------------- |
| Каньоны Качина     | Система каньонов | 622                      | −33,7      | 246         | Качина — духи в космологии и религии первоначально западных пуэбло, позже — и ряда других народов |
| Каньон Кьюпи       | Каньон           | 467                      | −28,3      | 326,9       | Эльф Кьюпи из английского фольклора[уточнить]                                                     |
| Каньон Корриган    | Каньон           | 365                      | −27,6      | 347,5       | Волшебницы — хранительницы родников и источников из кельтской мифологии                           |
| Каньон Сильф       | Каньон           | 349                      | −48,6      | 353         | Сильфы — духи воздуха из английского фольклора                                                    |
| Каньон Брауни      | Каньон           | 343                      | −16        | 337,6       | Ближайшие родственники домовых — брауни из английского фольклора                                  |
| Каньон Пикси       | Каньон           | 278                      | −20,4      | 5,1         | Пикси — небольшие создания из английского фольклора                                               |
| Каньон Кра         | Каньон           | 142                      | −32,1      | 354,2       | Кра — душа в мифологии аканов                                                                     |
| Долина Лепрекон    | Долина           | 328                      | −10,4      | 10,2        | Лепреконы — маленькие человечки из ирландского фольклора                                          |
| Долина Спрайт      | Долина           | 305                      | −14,9      | 340         | Спрайты — духи воды из кельтской мифологии                                                        |
| Абаны              | Кратер           | 20                       | −15,5      | 251,3       | Абаны — духи воды в персидской мифологии                                                          |
| Агапэ              | Кратер           | 34                       | −46,9      | 336,5       | Персонаж Агапэ (Агапэ — др.-греч. ἀγάπη — Любовь) из поэмы Эдмунда Спенсера «Королева фей»        |
| Атаксак            | Кратер           | 22                       | −53,1      | 224,3       | Богиня Атаксак из эскимосской мифологии                                                           |
| Берилюна           | Кратер           | 29                       | −22,5      | 327,9       | Фея из пьесы Мориса Метерлинка «Синяя птица»                                                      |
| Бефана             | Кратер           | 21                       | −17        | 31,9        | Бефана — мифологический персонаж из итальянского фольклора                                        |
| Домовой            | Кратер           | 71                       | −71,5      | 339,7       | Домовой — дух, покровитель дома из славянской мифологии                                           |
| Дядек              | Кратер           | 22                       | −12        | 251,1       | Дух, похожий на домового в чешском фольклоре                                                      |
| Дяйвес             | Кратер           | 20                       | −22,3      | 23          | Дяйвес Валдитойос — богиня из литовской мифологии                                                 |
| Гвин               | Кратер           | 34                       | −77,5      | 22,5        | Гвин ап Нудд — король потустороннего мира в валлийской мифологии                                  |
| Гуон               | Кратер           | 40                       | −37,8      | 33,7        | Гуон Бордосский — персонаж французского эпоса                                                     |
| Йангоор            | Кратер           | 78                       | −68,7      | 279,7       | Добрый дух, приносящий дневной свет в австралийской мифологии                                     |
| Лайка              | Кратер           | 30                       | −21,3      | 44,4        | Добрый дух из мифологии инков                                                                     |
| Маб                | Кратер           | 34                       | −38,8      | 352,2       | Королева Маб из одноимённой поэмы английского писателя Перси Биши Шелли                           |
| Мелюзина           | Кратер           | 50                       | −52,9      | 8,9         | Мелюзина — фея, дух свежей воды в европейском фольклоре                                           |
| Уна (Oonagh)       | Кратер           | 39                       | −21,9      | 244,4       | Королева эльфов в ирландском фольклоре                                                            |
| Рима               | Кратер           | 41                       | −18,3      | 260,8       | Юная девушка из романа Уильяма Генри Хадсона «Зелёные поместья»                                   |
| Финварра (Finvara) | Кратер           | 31                       | −15,8      | 19          | Король эльфов в ирландском фольклоре                                                              |

### Альбедо и цвет
Ариэль — самый светлый из спутников Урана. Его альбедо Бонда составляет 23 %, а геометрическое альбедо — 53 %. Поверхность Ариэля демонстрирует сильный оппозиционный эффект: при увеличении фазового угла с 0° до 1° отражательная способность уменьшается с 53 % до 35 %. Цвет поверхности этого спутника почти серый и не зависит ни от альбедо, ни от рельефа. Например, у каньонов такой же цвет, как и у кратерированных участков. Однако яркие выбросы из свежих кратеров чуть более синие. Кроме того, на поверхности есть несколько пятен немного синее обычного. В рельефе они, по-видимому, никак не выражены. Ведомое полушарие в целом краснее ведущего примерно на 2 %.

### Детали рельефа
На поверхности Ариэля три основных типа участков: гладкие, кратерированные и пересечённые каньонами. Самые обычные детали рельефа — ударные кратеры, каньоны, обрывы со сдвигами, горные хребты и впадины.
Южный полюс Ариэля окружает сильно кратерированная область, крупнейшая на этом спутнике. Это старейший участок его поверхности. Область испещрена сетью обрывов, каньонов (грабенов) и узких горных хребтов, в основном расположенных в средних широтах. Каньоны (лат. chasma, мн. ч. chasmata), вероятно, представляют собой грабены, сформированные при глобальном растяжении коры. Оно было вызвано замерзанием воды (возможно, с примесью аммиака) в недрах спутника. Каньоны в основном направлены на восток или северо-восток и достигают 15—50 км в ширину. Дно многих каньонов выпукло и возвышается на 1—2 км. Иногда дно отделено от стен каньона разломами шириной около 1 км. По центру самых широких грабенов проходят канавки, названные долинами (лат. vallis, мн. ч. valles). Самая длинная система каньонов Ариэля — каньоны Качина: их протяжённость составляет более 620 км (во время наблюдений «Вояджера-2» они уходили за терминатор, поэтому их полная длина неизвестна).
Другой основной тип ландшафта — местность, пересечённая хребтами и впадинами. Такие участки имеют форму полос, которые обрамляют кратерированные области и делят их на многоугольные части. Ширина этих полос — 25—70 км. Хребты и разломы внутри каждой из них достигают длины 200 км и отделены друг от друга расстояниями 10—35 км. Полосы пересечённой местности часто продолжаются каньонами и, вероятно, могут быть результатом другой реакции коры на то же самое разрывное напряжение.
Самые молодые участки Ариэля — гладкие относительно низменные равнины. Они располагаются на дне каньонов, а также в нескольких низинах внутри кратерированных областей. В последнем случае они тоже имеют резкие края, иногда лопастевидной формы. Судя по различной степени кратерированности таких равнин, они образовались в разные времена. Их происхождение, скорее всего, вулканическое: кратеры на них напоминают щитовидные вулканы на Земле, а резкие края указывают на то, что извергнувшаяся жидкость была очень вязкой. Возможно, это была переохлаждённая вода или аммиачный раствор, а возможно, и твёрдый лёд. Толщина этого гипотетического потока криолавы оценивается в 1—3 километра. Поэтому каньоны, вероятно, были сформированы ещё в период эндогенной активности на Ариэле.
Ариэль покрыт кратерами равномернее, чем другие спутники Урана, а крупных кратеров на нём относительно мало. Это указывает на то, что его поверхность приобрела современный вид относительно недавно: в какой-то период его истории она существенно обновилась. Считается, что источником энергии для геологической активности Ариэля был приливный нагрев в те времена, когда его орбита была сильнее вытянута. Самый большой кратер Ариэля — Йангоор — имеет всего 78 км в диаметре, и демонстрирует признаки последующей деформации. Все большие кратеры на Ариэле имеют плоское дно и центральный пик, и лишь немногие кратеры окружены яркими выбросами. Многие кратеры многоугольные — видимо, на их форму повлияла существовавшая ранее структура коры. В кратерированных областях есть несколько больших (порядка сотен километров в диаметре) светлых пятен, которые могут быть разрушенными ударными кратерами. Если это так, они подобны палимпсестам на спутнике Юпитера Ганимеде. В частности, предполагается, что круглая 245-километровая впадина, расположенная на 10° ю. ш. 30° в. д., — это сильно разрушенный большой кратер.